# ابرولاندیا
ابرولاندیا (به پرتغالی: Abreulândia) یک منطقهٔ مسکونی در برزیل است که در توکانتینس واقع شده‌است. ابرولاندیا ۱٬۸۹۵ کیلومتر مربع مساحت و ۲٬۵۹۴ نفر جمعیت دارد.